# 吉塞勒·佩利科特
吉塞勒·佩利科特（發音：[ʒizɛl peliko] ⓘ；1952年12月7日—），是一名法國女性，為馬藏大規模迷姦案的受害者。從2011年到2020年，吉塞勒的丈夫多米尼克·佩利科特（Dominique Pelicot）暗中對她下藥並趁她失去意識時性侵，且以一未經審查的法國網站邀請至少83名男子輪姦她。2020年，多米尼克因在當地超市偷拍女性裙底被捕，警方在檢查他的電腦時發現吉塞勒遭受性侵的錄像，這才揭開多年的虐待真相。
2024年，多米尼克和另外50名男被告人在亞維農接受審判，罪名包括嚴重性侵罪、強姦未遂和性侵。吉塞勒主動放棄匿名權，並要求公開審判。這場案件吸引全球媒體的目光，而吉塞勒為所有性侵受害者發聲的勇氣和堅定態度，讓她贏得廣泛的敬佩與支持。她因此成為女權象徵，並入選BBC的「2024年度巾幗百名」以及《金融時報》的「2024年度25位最具影響力女性」。
2024年12月，案件審結。51名被告中有50人被判強姦、強姦未遂和性侵吉塞勒罪名成立，其中包括吉塞勒的前夫多米尼克。另一名被告雖未涉及強姦吉塞勒，但因迷姦自己的妻子罪名成立。多米尼克被判處最高刑期20年，其餘罪犯則被判3至15年有期徒刑。

## 生平
吉塞勒·佩利科特於1952年12月7日出生於西德南部城市菲林根，父親是一名法國士兵。她5歲時隨家人移居法國，9歲時母親因癌症去世。1971年，她認識未來的丈夫多米尼克·佩利科特，並於1973年4月結婚，定居在巴黎郊區的馬恩河畔維利耶。婚後，他們先後育有三名子女：大衛、卡羅琳和弗洛里安，其中弗洛里安於1986年出生。
吉塞勒曾在法國電力集團擔任行政職位，而多米尼克則從事電工和地產代理工作，但他創立的數家企業最終都以失敗告終。1980年代中期，吉塞勒與一名同事發生一段為期三年的婚外情。多米尼克得知後，與另一名女性同居了數月，但夫妻最終和解，重新過起共同生活。多米尼克在2020年被捕後，有證據表明他曾與1990年代多宗針對女性的襲擊案有關。他承認1999年曾襲擊一名年輕的地產代理，但否認在1991年姦殺另一名地產代理。2001年，夫妻因財務問題選擇離婚，但仍共同生活，並於2007年復婚。2010年，多米尼克因在巴黎附近的一家超市偷拍女性裙底被罰款100歐元，但此事並未讓吉塞勒知情。
2013年退休後，佩利科特夫婦搬到法國東南部的馬藏，租住一座帶花園和游泳池的房子。吉塞勒加入當地的合唱團，而多米尼克則參加網球俱樂部，並經常騎自行車。暑假時，他們的子女和孫輩都會到訪。

## 虐待與揭露
在吉塞勒與丈夫多米尼克還居住在巴黎地區時，醫生為吉塞勒開立鎮靜劑Temesta（勞拉西泮，一種苯二氮䓬類藥物）。多米尼克利用她服藥後的昏睡狀態強姦她，並進一步在她的食物和飲料中偷偷添加自己從醫生那裡獲得的安眠藥，使她完全失去意識。
搬到馬藏後，多米尼克變本加厲，開始邀請他在網絡上認識的男子，在吉塞勒被藥物麻醉時對她進行性侵。吉塞勒因長期服藥而出現記憶斷片，甚至擔心自己患上阿茲海默症或腦瘤，但醫學檢查結果顯示一切正常。儘管她曾對自己的狀況心生疑惑，甚至直接問過多米尼克是否在下藥，但她選擇相信丈夫的否認，完全沒有意識到自己正遭受長期的藥物控制和性侵。
2020年9月，多米尼克因在當地一家超市偷拍女性裙底被捕，警方從他們家中搜出的電腦中發現吉塞勒在失去意識時被多米尼克及至少83名男子強姦的錄像。吉塞勒回憶起2020年11月2日那天，她和多米尼克被警方傳喚到警局，她第一次看到那些記錄自己受害經過的影片時說：「一切都崩塌了，我這50年來建立的所有東西全毀了。」當天，多米尼克被正式羈押。
從9月被捕到11月2日被羈押的這段時間裡，多米尼克依然繼續邀請其他男子對吉塞勒施暴。吉塞勒在此後搬出家庭住所，並迅速展開離婚手續；她直至2024年9月的審判期間才再次見到多米尼克，而兩人的離婚手續也在審判前不久正式完成。

## 審判
多米尼克與其他50名男子因電腦檔案中的影像被指控參與性侵，審判於2024年9月在亞維農展開。身為強姦受害者，吉塞勒本可選擇匿名並要求不公開審理，但她放棄了這些權利，堅持公開審判，希望能喚起社會對藥物促成的性侵犯之關注，並鼓勵其他性犯罪受害者勇敢發聲。當法官最初決定在播放她被性侵的影片時清場時，她提出挑戰並成功推翻這一裁定。她說：「羞恥是屬於那些男人的」，指的是被控強姦她的嫌犯。在談到影片時，她表示：「我很幸運擁有這些證據，這在性侵案件中極為罕見。所以，我必須站出來，為所有受害者發聲。」當被稱讚為勇敢時，她謙虛地回應：「這不是勇敢，而是改變社會的意志和決心。」
2024年12月19日，法院裁定多米尼克犯下嚴重性侵罪，並判處最高刑期20年。其他50名被告中，有49人被判定對吉塞勒犯下嚴重性侵罪、強姦未遂或性侵罪，刑期介於3年至15年不等。另外一名男子則被裁定曾與多米尼克一起對其妻子下藥並實施強姦，但未被指控對吉塞勒犯罪。
在12月19日審判結束後，吉塞勒發表聲明：
「我希望從9月2日審判開始，就讓社會真正意識到這一切正在發生的事情，而我從未後悔過自己的選擇。現在，我對我們共同努力的能力充滿信心。我相信我們可以共同創造一個未來，讓所有人——不論是女性還是男性——都能在和諧、尊重與相互理解中和平共處。」

## 認可度和影響力
吉塞勒放棄匿名並要求公開審判的決定，以及她在審判期間的莊重態度，贏得廣泛的公眾支持。在審判期間，她每天步出法院時，都會受到聚集在法院外群眾的掌聲歡迎。她的形象被融入街頭藝術，支持標語也出現在法院周圍的牆壁上。澳大利亞的一個名為「澳大利亞年長女性網絡」的組織，專注於提升對年長女性遭受性侵問題的關注。他們送給吉塞勒一條由原住民女性製作的圍巾，成為她出庭時的象徵性裝飾。透過律師，她表示這份禮物及全球女性共同抗擊暴力的連結讓她深受感動。期間，支持她的示威活動也頻繁出現，讓她成為當代女性主義的象徵。
吉塞勒入選了BBC的2024年「巾幗百名」名單，並被《金融時報》評為2024年度最具影響力的25位女性之一。
判決作出後，支持者紛紛感謝吉塞勒的勇氣，並為她的前夫被判刑感到欣慰。法國總統埃馬紐埃爾·馬克龍稱讚她展現「尊嚴與勇氣」，德國總理奥拉夫·朔爾茨與西班牙首相佩德羅·桑切斯則在X／Twitter平台上向她表達支持。12月20日，吉塞勒的形象出現在歐洲多家報紙的頭版。